# Scopula serena
Pour les articles homonymes, voir Serena (homonymie)#Arthropodes.
Espèce
Scopula serena est une espèce de lépidoptères (papillons) de la famille des Geometridae.

## Répartition
Scopula serena se rencontre en Afrique au sud du Sahara et sur certaines îles de l'Océan Indien.

## Description
L'imago de Scopula serena a une envergure d'environ 14 à 17 mm.